# Sheykh Ḩoseynlū
Sheykh Ḩoseynlū (persiska: شیخ حسینلو) är en ort i Iran.   Den ligger i provinsen Östazarbaijan, i den nordvästra delen av landet, 500 km nordväst om huvudstaden Teheran. Sheykh Ḩoseynlū ligger 1 041 meter över havet och antalet invånare är 131.
Terrängen runt Sheykh Ḩoseynlū är kuperad åt nordost, men åt sydväst är den bergig. Runt Sheykh Ḩoseynlū är det ganska glesbefolkat, med 42 invånare per kvadratkilometer. Närmaste större samhälle är Osgelū, 10,3 km sydost om Sheykh Ḩoseynlū. Trakten runt Sheykh Ḩoseynlū består i huvudsak av gräsmarker.